# Samsung Galaxy Z Fold 6

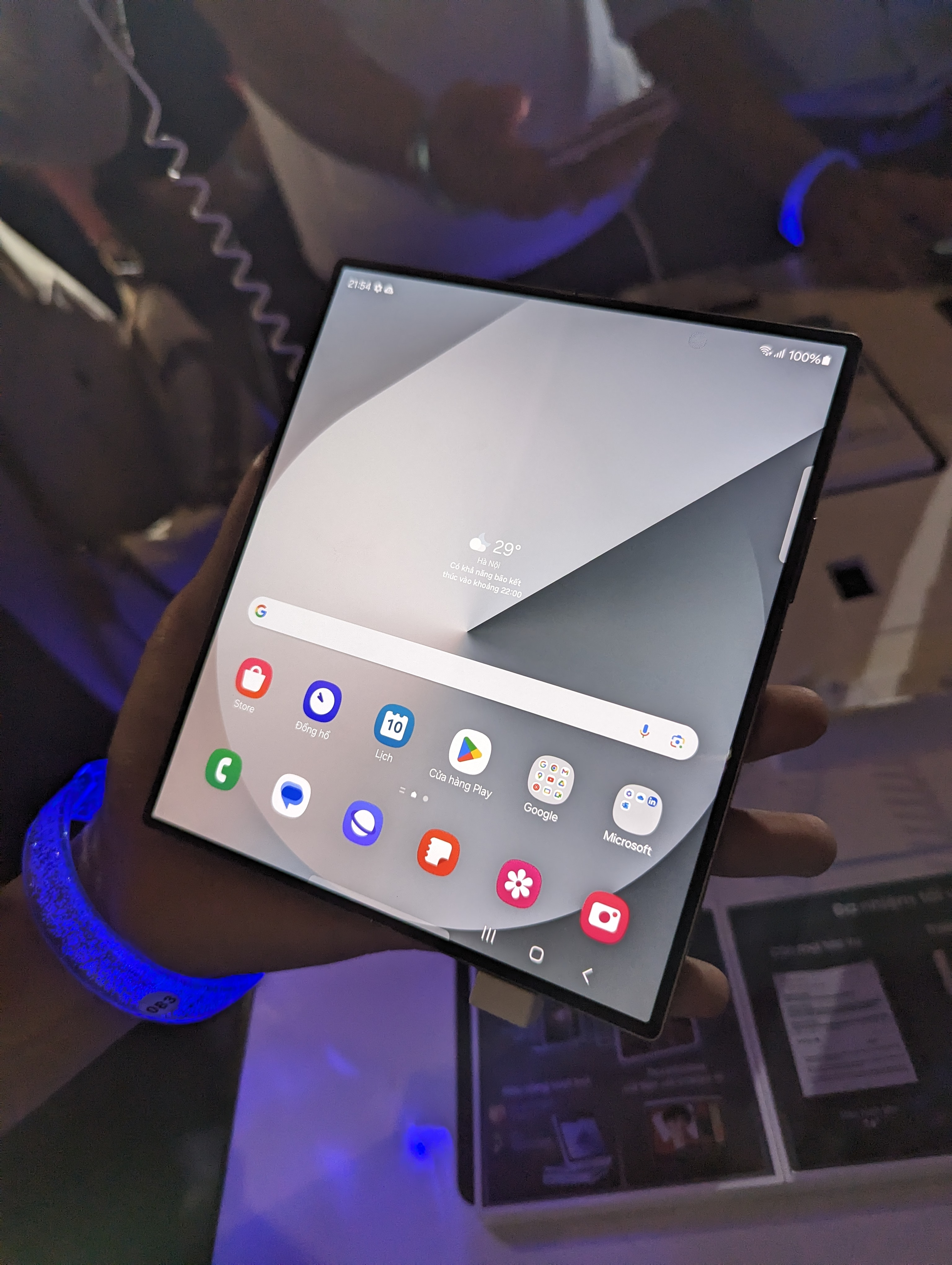
Màn hình chính của chiếc máy, khi được mở ra

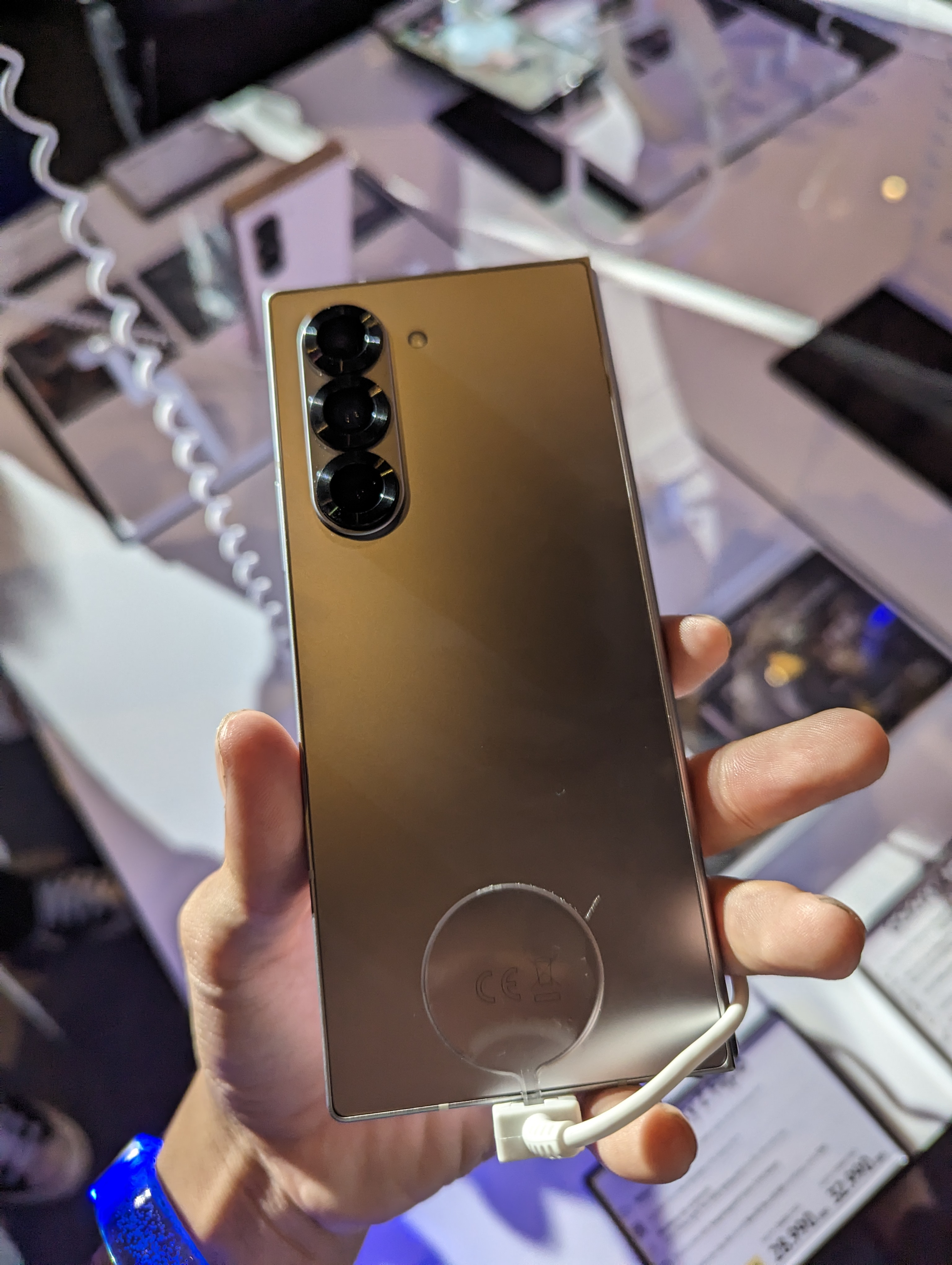
Cạm camera và mặt sau

Samsung Galaxy Z Fold 6 (được viết cách điệu thành Samsung Galaxy Z Fold6) là mẫu điện thoại thông minh có thể gập lại dựa trên hệ điều hành Android và được tạo ra bởi Samsung Electronics. Samsung Galaxy Z Flip 6 được giới thiệu bởi Samsung Electronics tại sự kiện Galaxy Unpacked vào ngày 10 tháng 7 năm 2024.

## Thiết kế

### Màu sắc
Samsung Galaxy Z Fold 6 hiện có năm màu, trong đó có ba phiên bản màu chính thức và hai phiên bản màu độc quyền, bao gồm: Xám Metal, Hồng Rosé, Xanh Navy, Đen Crafted, Trắng Classic.
| Galaxy Z Fold 6 |                             |                          |
| Màu             | Tên màu                     | Độc quyền mua trực tuyến |
|                 | Xám Metal (Silver Shadow)   | No                       |
|                 | Hồng Rosé (Pink)            | No                       |
|                 | Xanh Navy (Navy)            | No                       |
|                 | Đen Crafted (Crafted Black) | Yes                      |
|                 | Trắng Classic (White)       | Yes                      |

## Thông số kỹ thuật

### Phần cứng

#### Chipset
Galaxy Z Fold 6 sử dụng chip Snapdragon 8 Gen 3 Mobile Platform for Galaxy.

#### Màn hình
Galaxy S24 series có màn hình "Dynamic AMOLED 2X" hỗ trợ HDR10+, độ sáng tối đa 2600 nits, màn hình chính của máy có kích thước là 7.6 inch và có độ phân giải QXGA+. So với sản phẩm tiền nhiệm, kích thước của màn hình phụ đã được nâng cấp lên 6.3 inch và có độ phân giải HD+.